# Anne Rikala
Anne Rikala (* 20. Februar 1977 in Kangasala) ist eine ehemalige finnische Kanutin.

## Karriere
Anne Rikala nahm in den 1990er- und 2000er-Jahren im Kajak-Einer und - Zweier an internationalen Wettkämpfen teil.
In beiden Booten konnte sie bei Welt- und Europameisterschaften Erfolge erringen. Ihre erste Teilnahme an Europameisterschaften stammt dabei aus dem Jahr 1997, als sie in Plowdiw im Kajak-Einer die Plätze 7 und 8 holte.
Es sollte jedoch bis 2006 dauern, dass sie das erste Mal auf einem Podium bei Europameisterschaften stand. In Szeged holte sie Bronze im Kajak-Zweier. Ein Erfolg, der ihr bei den Weltmeisterschaften im selben Jahr ebenfalls gelang.
Rikala nahm zweimal an Olympischen Sommerspielen teil, verpasste jedoch jeweils – auch gesundheitlich bedingt – das Podium deutlich.